# Stichting Vrouwen in de Beeldende Kunst (SVBK)
Stichting Vrouwen in de Beeldende Kunst (SVBK) (opgericht op 20 juli 1977 te Amsterdam, opgeheven in 1993) had als doelstelling de bijdrage van vrouwen op het gebied van de beeldende vormgeving zichtbaar te maken en de emancipatie van vrouwelijke kunstenaars te bevorderen.

## Oprichting
De stichting werd opgericht door Josine de Bruyn Kops (1941-1987), Liesbeth Brandt Corstius (1940-2022), beiden kunsthistoricus, en de kunstenaars Christa van Santen (1932), Els de Groot (1940-2023) en Karin Daan (1944)

Mede naar aanleiding van het Internationaal Jaar van de Vrouw (1975) groeide het bewustzijn dat ook in de wereld van de kunst sprake was van ondervertegenwoordiging van vrouwen. Een aantal vrouwen begon met het verzamelen van adressen van vrouwelijke kunstenaars via organisaties en beroepsverenigingen. In 1976 werd een oproep geplaatst in het maandblad Opzij aan kunstenaressen om foto's of dia's van hun werk op te sturen. Met het opzetten van deze documentatie moest een eind gemaakt worden aan de onzichtbaarheid van vrouwelijke kunstenaars. De reacties en de contacten leidden tot de oprichting van de Stichting Vrouwen in de Beeldende Kunst (SVBK) in 1977. De stichting vestigde zich in Den Haag, in het gebouw van de Raad voor de Kunst.
Zowel het ministerie van CRM als de Emancipatiekommissie bleken geïnteresseerd in deze ontwikkeIing op het gebied van vrouwen en kunst, in 1978 verwierf de stichting een subsidie van CRM.
De doelstelling kreeg vorm door het oprichten van regionale werkgroepen, het onderhouden van internationale contacten en het laten verrichten van sociaal-historisch onderzoek en oral history-projecten naar de positie van contemporaine vrouwelijke kunstenaars in Nederland.
De structurele activiteiten resulteerden in een bibliotheek met ruim 300 boeken en tentoonstellingscatalogi, een collectie foto's, dia's en reproducties van het werk van ongeveer 2000 in Nederland werkzame kunstenaressen, en het tijdschrift Ruimte.
De activiteiten uit projecten leidden tot workshops, tentoonstellingen, publicaties en monografieën.

## Ontwikkeling
De ontwikkeling van de SVBK is volgens Franken in vijf periodes te onderscheiden.
In de startfase van 1977-1979 werden de doelstellingen geformuleerd en de eerste activiteiten ontplooid die vooral gericht waren op kennismaking, bewustwording, en het verzamelen van gegevens en documentatie om vrouwen meer zichtbaar te maken.
Daarna brak een periode van crisis aan, toen het eerste bestuur opstapte en de interesse van de achterban verminderde.
Vanaf 1982 volgde een periode van wederopbouw: de SVBK verhuisde naar de Keizersgracht in Amsterdam, de stichting ging professioneler werken en kreeg erkenning als landelijk steunpunt, er kwam meer aandacht voor de sociaal-economische positie van vrouwelijke kunstenaars. De SVBK kreeg een subsidie van 10.000 gulden van de Directie Coördinatie Emancipatiebeleid (DCE) voor een documentaliste voor een jaar om de visuele documentatie en de bibliotheek te professionaliseren. Een groot internationaal congres in 1987, The Art Machine, exposures on the art scene, markeerde het tienjarig bestaan en leidde tot de oprichting van the International Association for Women in the Arts (IAWA).
In de jaren daarna werd de nadruk gelegd op het opzetten van een landelijk centrum voor vrouwen in de kunst met diverse vrouwenkunstorganisaties samen. De participatie van vrouwen aan het kunstbedrijf nam toe. Naast professionele ondersteuning van de kunstenaressen waren de activiteiten van de SVBK gericht op het zichtbaar maken van hun werk door middel van tentoonstellingen, atelierroutes en publicaties. Ondersteuning van beleidsontwikkelingen op het gebied van kunst bij overheden en in het kunstvakonderwijs was een ander aandachtpunt. Vanaf 1988 stopte de DCE met het verlenen van subsidies, de SVBK was nu aangewezen op het ministerie van WVC, dat alleen projectsubsidies verstrekte. Mede op advies van de Raad voor de Kunst en de Emancipatieraad overlegde de SVBK vanaf 1988 met andere vrouwenkunstorganisaties om tot een landelijk centrum te komen. In 1989 werden de plannen daarvoor verder uitgewerkt, maar de besluitvorming door het ministerie bleef uit. De SVBK kreeg wel een overbruggingssubsidie tot de oprichting van een landelijk centrum.
Vanaf 1991 richtte de stichting de aandacht weer op deskundigheidsbevordering en ondersteuning van de achterban, de SVBK wilde zich omvormen tot een expertisecentrum. Ter voorbereiding op het oprichten van het landelijk centrum verhuisde de SVBK samen met de Stichting Amazone naar de Singel in Amsterdam. De documentatie en het archief van de SVBK (1977-1992) werden overgedragen aan het Internationaal Informatiecentrum en Archief voor de Vrouwenbeweging (IIAV), de bibliotheek ging naar het Kunsthistorisch Instituut van de Universiteit van Amsterdam. De SVBK ontwikkelde trainingen voor de beroepspraktijk en kaderfuncties. Door gebrek aan middelen en aan ruimte werden geen tentoonstellingen meer georganiseerd. De groep vrijwilligers waarmee de SVBK werkte, werd kleiner.
In 1996 werd de SVBK opgeheven, noodgedwongen omdat het ministerie van OCW de overbruggingssubsidiëring niet langer wilde voortzetten, De gelden werden gebruikt voor de oprichting van AXIS, bureau voor de kunsten v/m.

### Belangrijke thema's
Een aantal thema's kwam steeds weer terug bij discussies en activiteiten.
De eerste was de vraag naar de doelgroep. Betrof de doelgroep niet alleen kunstenaressen maar ook vrouwen die werkzaam zijn in de kunst zoals tentoonstellingmakers, kunsthistorici, beleidsmakers. Het verschil tussen professioneel en amateuristisch werkende vrouwen. In welke mate was er sprake van concurrentie of competitie tussen de verschillende groepen.
De positie van vrouwelijke kunstenaars in de overwegend door mannen gedomineerde kunstwereld, Subsidieregelingen zoals de BKR waar gehuwde vrouwen niet aan konden deelnemen. Het aantal vrouwen vertegenwoordigd in het tentoonstellingen- en aankoopbeleid van musea.
De verschillen van mening over het begrip 'feministische kunst' en de kwaliteit van het werk als selectiecriterium kwamen vooral aan bod bij de voorbereiding van de tentoonstelling Feministische Kunst Internationaal. Sommige kunstenaars wilden hun feministische denkbeelden tot uiting brengen in hun werk, anderen vreesden dat dat afbreuk zou doen aan de kwaliteit van het werk, weer anderen vonden hun werk feministisch door hun werkhouding (samenwerking) en hun economische onafhankelijkheid. Daarnaast speelde de vraag of abstracte kunst feministisch kon zijn.

## Activiteiten

### Bibliotheek, visuele documentatie
Tot de structurele activiteiten van de SVBK om kunstenaressen 'zichtbaar' te maken behoorde het opzetten van documentatie-afdeling, een inventarisatie van adressen van kunstenaressen en het verzamelen van visuele documentatie van hun werk. Daarnaast werd ter ondersteuning van hun werk een op vrouwelijke kunstenaars gespecialiseerde bibliotheek opgezet.

### Tijdschriften
Het uitgeven van een tijdschrift was een van de kernactiviteiten om vrouwelijke kunstenaars zowel te informeren als zichtbaar te maken. Vanaf 1978 werden de tijdschriften Nieuwsbulletin SVBK en de Nieuwsbrief SVBK uitgegeven. Het Nieuwsbulletin SVBK besteedde vooral aandacht aan de ontwikkelingen in de internationale kunstwereld en publiceerde artikelen op wetenschappelijk niveau. De Nieuwsbrief SVBK ging over nieuws van de stichting en bevatte verslagen van vergaderingen. Het onderscheid pakte niet goed uit.
In 1980 werd het Nieuwsbulletin SVBK omgedoopt tot Modern Denken, het tijdschrift ging na 4 nummers zelfstandig verder.
In 1984 werd de Nieuwsbrief het kwartaalblad Ruimte voor vrouwen in de beeldende kunst en architectuur (jrg 1 (1984) 1 - jrg 13 (1996) 2 (april). In Ruimte was er meer aandacht voor artikelen, verslagen en afbeeldingen, het huishoudelijke nieuws werd beperkt tot een rubriek.

### Werkgroepen
Werkgroep Beroepspositie
In 1977 werd de werkgroep Beroepspositie opgericht. In 1977-1978 werd een enquête gehouden onder de ongeveer 2100 geregistreerde vrouwelijke kunstenaars, waarop ongeveer 800 reacties binnenkwamen. De enquête ging vooral over de relatie tussen vrouw zijn en kunstenaar zijn. Veel vrouwen bleken te maken te hebben met het stereotype beeld van de hobbyist, de schilderende huisvrouw. Of ze kwamen nauwelijks aan de uitoefening van hun beroep toe als zij ook een gezin te verzorgen hadden. Het onderzoek resulteerde in het rapport van Cora Hollema, Leuke hobby heb je (1978).
Grote behoefte werd gevoeld aan gesprekken onderling over het beroep en de beroepspraktijk, aan informatie over ondernemerschap, over subsidieregelingen als de BKR waartoe gehuwde kunstenaressen geen toegang hadden. Zo werden er voorstellen gedaan om vrouwenkunsthuizen op te richten waar men elkaar kon ontmoeten op basis van gelijkwaardigheid en vakkennis en informatie uitwisselen. In Amsterdam werd in 1979 het Centrum voor Vrouwen in de Beeldende Kunst opgezet, ook in Neerkant, Groningen, Utrecht en Arnhem waren er initiatieven. Atelierbezoeken was een andere mogelijkheid om over elkaars werk en de problemen daarbij te spreken.
Om de professionalisering te bevorderen werden studiedagen georganiseerd en in de beginperiode ook zomerkampen. Een belangrijk aandachtspunt daarbij was de discriminerende werking van de BKR met zijn kostwinnersprincipe. De werkgroep eiste dat iedere gehuwde kunstenares opgenomen kon worden in de BKR zodat zij zelfstandig haar beroep kon uitoefenen.
Op 13 november 1982 organiseert de SVBK de eerste studiedag. Onderwerpen waren het kwaliteitsbegrip en de sociaal-economische positie van kunstenaressen. Onder de aanwezigen bleek behoefte aan een centrale plek waar men met elkaar kon discussiëren en overleggen.
De tweede studiedag op 2 juni 1984, onder de titel 'Kunst is werk, kunst kost', ging ook over de sociaal-economische positie van kunstenaressen, met een forumdiscussie over het overheidsbeleid van de ministeries van Sociale Zaken en WVC, het opdrachtenbeleid en het kunstonderwijs. De resultaten van de dag werden gepubliceerd in 'Het 'kleine verschil' in het beeldende kunstbedrijf'.
Werkgroep Normen en kunstbeleid
De werkgroep Normen en kunstbeleid kwam bij een onderzoek naar het aantal vrouwelijke kunstenaars in de collectie van het Stedelijk Museum Amsterdam tot de constatering dat dit slechts 3,5 % bedroeg. Dat leidde tot een actie op 30 juni 1979 waarbij de ingang van het Stedelijk Museum werd gebarricadeerd door vrouwen met spandoeken, posters, gasballonnen en pamfletten. Zij eisten aanpassing van het beleid: meer tentoonstellingen met werk van vrouwen en een gerichte aankoop van kunst van vrouwen.
Werkgroep Feministische Kunst Internationaal (FKI)
Vrij snel na de oprichting werd een werkgroep ingesteld om een grote overzichtstentoonstelling te organiseren. Doel van de tentoonstelling was te laten zien hoeveel vrouwen met beeldende kunst actief waren en te protesteren tegen het feit dat vrouwen in de kunstwereld gediscrimineerd werden.
De werkgroep kon het echter niet eens worden over een aantal zaken. Zo wilden sommigen liever regionale tentoonstellingen. Anderen konden het niet eens zijn met de criteria voor selectie: op basis van kwaliteitsnormen of op basis van solidariteit waarbij iedereen mocht meedoen. Wisselingen in de werkgroep en verdeeldheid binnen het bestuur maakten mede daardoor dat deze tentoonstelling niet van de grond kwam.
Uiteindelijk kwam er wel een tentoonstelling met vrouwelijke kunstenaars tot stand, niet onder de vlag van de SVBK maar wel door SVBK-leden georganiseerd en aansluitend bij de discussie die in de SVBK werd gevoerd omtrent het begrip 'feministische kunst'.
Tentoonstelling Feministische Kunst Internationaal
Discussie over wat feministische kunst is en welke kunstenaressen uit te nodigen. Feministische kunst onderscheidde zich van andere door vrouwen gemaakte kunst door een meer strijdbaar, en met de vrouwenbeweging geëngageerd, karakter.
Door geldproblemen moest de tentoonstelling een jaar uitgesteld worden. De openingsweek met video's en performances in De Appel kon wel doorgang vinden begin december 1978. Daar was ook een documentatietentoonstelling over feministische kunst vanaf 1965. In november, december en januari werden er performances gehouden. In de aula van het Stedelijk Museum Amsterdam werd een paneldiscussie over feministische kunst georganiseerd. De discussie gaf geen uitsluitsel of er wel of niet 'feministische kunst' bestaat en wat de criteria daarvoor zouden moeten zijn.
Het tweede deel van de tentoonstelling startte in november 1979 in het Haags Gemeentemuseum. In de bijhorende catalogus werd onder andere de vraag opgeroepen of (feministische) kunst kon bijdragen aan het realiseren van politieke doelstellingen. Ook de verbinding met feministische cultuur wordt aan de orde gesteld.
De tentoonstelling was ingedeeld in vijf themagroepen: 1- bewustwording van en verzet tegen stereotype rolpatronen, 2- herwaardering van vrouwelijke creativiteit zoals breien en handwerken, 3- seksualiteit en bevrijding, 4- het verbeelden van 'sterke' en inspirerende vrouwen in de geschiedenis en 5- samenwerking tussen feministische kunstenaressen onderling of met hun publiek.
Tijdens de tentoonstelling werden diverse activiteiten rond het thema 'feministische kunst' georganiseerd.
De tentoonstelling reisde daarna door langs Groningen, Den Bosch, Breda. Middelburg, Alkmaar en Nijmegen.
De reacties op de tentoonstelling waren zeer verschillend. Sommig kunstenaressen vreesden dat de tentoonstelling als representatief voor het werk van vrouwen gezien zou worden en dat zij niet serieus genomen zouden worden in hun professionaliteit. Andere kunstenaressen wilden niet als feministisch bestempeld worden en niet met de SVBK geassocieerd worden. Zo had de tentoonstelling een negatieve nasleep voor de beeldvorming over de organisatie.
Eind 1981 werd de tentoonstelling 'De kunst van het moederschap, leven en werk van Nederlandse vrouwen in de 19e eeuw' georganiseerd in het Frans Hals Museum in Haarlem.

### Projecten

#### Project 'Brood en Rozen'
Een film, gemaakt in 1985-1986, over twee beeldhouwsters over haar leven en werk, met krantenknipsels en documentatie uit de periode 1952-1989.

#### Oral history-project'Beeld van een vrouw'
Het oral history-project betrof een onderzoek naar kunstenaressen geboren tussen 1915 en 1920. en resulteerde in een publicatie, 'Beeld van een vrouw' (1988), over Nederlandse beeldhouwsters die hun opleiding kregen van professor Jan Bronner (1881-1972) aan de Rijksacademie van Amsterdam. Gebaseerd op interviews met kunstenaressen, waarin de academietijd, loopbaan, artistieke en persoonlijke keuzes centraal staan, ontstaat een beeld van deze vrouwen en hun werk.
De geïnterviewde kunstenaressen waren
- Nel Bakema
- Corinne Franzén-Heslenfeld
- Gerarda Rueter
- Nel Klaassen
- Ton Sondaar
- Jeanne Kouwenaar-Bijlo
- Jos van Riemsdijk
- Liesbeth Wezelaar-Dobbelmann
- Loekie Metz

De publicatie sloot aan bij een gelijknamige tentoonstelling in de Rijksacademie in 1988.

### Tentoonstellingen
Tentoonstellingen georganiseerd door SVBK-leden maar niet onder de vlag van het SVBK; de tentoonstellingen waren van invloed op de beeldvorming van de SVBK
- 1978-1979 Feministische Kunst Internationaal, Performances, Video, Film en Dokumentatie, De Appel Amsterdam
- 1979-1980 Feministische kunst internationaal, Haags Gemeentemuseum, Den Haag (reizende tentoonstelling)
- 1980 1 + 1 = 11 Een groep kunstenaars toont haar werk, Museum Fodor, Amsterdam

Tentoonstellingen door de SVBK
- 1981-1982 De kunst van het moederschap. Leven en werken van Nederlandse vrouwen in de 19e eeuw, Frans Halsmuseum Haarlem
- 1982 Beeldende Kunstenaressen aan het werk, Fototentoonstelling van Marianne Domisse, SVBK, Amsterdam
- 1983-1984 Tentoonstellingen in het gebouw van de Nederlandse Centrale van Hoger en Middelbaar Personeel te Houten: Grafiektentoonstelling, Landschap/schilderkunst: drie benaderingen, vanuit textiel
- 1984 Het andere boek, Studio Amazone, Amsterdam/Stichting Stadsschouwburg-Kultureel Sentrum Tilburg (in samenwerking met Amazone)
- 1987 Women Art Room/Ruimte voor vrouwen 21 Nederlandse kunstenaressen exposeren ruimtelijk werk, Pieterskerk, Leiden
- 1987 Ter ere van het 10-jarig bestaan van de SVBK werden er door enkele musea en galeries in Nederland tentoonstellingen met werk van vrouwen georganiseerd:
  - Drie Generaties, Stedelijk Museum, Amsterdam
  - Werk van Nederlandse kunstenaressen uit de 17e, 18e, en 19e eeuw, Rijksmuseum, Amsterdam
  - Onbekend Talent, Studio Amazone, Amsterdam
  - Kunst door vrouwen, Stedelijk museum de Lakenhal, Leiden
  - Het Zelfbeeld, Fotomania, Rotterdam
- 1988 Een beeld van een vrouw. Nederlandse beeldhouwsters uit de school van Bronner, Rijksacademie van Beeldende Kunsten Amsterdam
- 1988 Visies in video, Peristiel, Amsterdam
- 1988 Fie Werkman, SVBK, Amsterdam
- 1988 Johanna de Haan, SVBK, Amsterdam
- 1989 Inzicht-Uitzicht. ‘Ruimte' in het werk van negen hedendaagse fotografes, Posthoornkerk, Amsterdam
- 1989 Art Beyond Barriers, Bonn (in samenwerking met IAWA)

## Chronologie
| December 1978    | De tentoonstelling Feministische Kunst Internationaal bij De Appel in Amsterdam                                    |
| 1979             | Oprichting van Centrum voor Vrouwen in de Beeldende Kunst (CVBK)                                                   |
| 30 juni 1979     | Actie tegen het beleid van het Stedelijk Museum, Amsterdam                                                         |
| November 1979    | Verhuizing naar Amsterdam, Zoutkeetsgracht 118                                                                     |
| November 1979    | Feministische Kunst Internationaal in Haags Gemeentemuseum, Den Haag                                               |
| 1980             | Tentoonstelling 1+1= 11 in Museum Fodor, Amsterdam                                                                 |
| 1980             | Telefonische enquête over het functioneren van de SVBK                                                             |
| 1981-1982        | Tentoonstelling De Kunst van het Moederschap in het Frans Halsmuseum, Haarlem                                      |
| 29 oktober 1982  | Verhuizing naar en opening van het "Centraal Punt" , Keizersgracht 10, Amsterdam                                   |
| 13 november 1982 | Eerste studiedag over kwaliteitsbegrip en de sociaal-economische positie van kunstenaressen                        |
| 1982             | Start Oral History Project (OHP) "Beeld van een vrouw"                                                             |
|                  | |
| 2 juni 1984      | Tweede Studiedag Kunst is werk, kunst kost                                                                         |
| 1985             | Publicatie van Het 'kleine verschil' in het beeldende kunstbedrijf.                                                |
| 1986             | Oprichting van een nieuwe werkgroep Beroepspositie                                                                 |
| 1986-1987        | Oprichting van de International Association for Women in the Arts (IAWA)                                           |
| 1987             | Symposium The Art Machine, Exposure on the Art Scene                                                               |
| 1987             | Ter gelegenheid van het tienjarig bestaan diverse tentoonstellingen in musea en galeries met werk van vrouwen      |
| 1987             | Oprichting vrienden- en vriendinnenkring                                                                           |
| 1987-1991        | Open Ateliersroute, Amsterdam                                                                                      |
| 1988             | Een beeld van een vrouw, Rijksacademie van Beeldende Kunsten, Amsterdam, in het kader van het Oral History Project |
| 1988             | Visies in video, Peristiel, Amsterdam                                                                              |
|                  | |
| 1989             | Verhuizing naar Entrepotdok 66 in Amsterdam                                                                        |
| December 1989    | Oprichting van de stichting ter oprichting van het Nederlands Centrum voor Vrouwen en Kunsten (NCVK)               |
| 1990             | Hoofdactiviteiten van de SVBK zijn gericht op het op te richten landelijk centrum.                                 |
| 1991             | Het tijdschrift Ruimte wordt zelfstandig.                                                                          |
| 1993             | Organisatie van diverse kadertrainingen                                                                            |
| 1994             | Afronding SVBK 'oude stijl'                                                                                        |
| 1994             | Verhuizing naar Singel 120, Amsterdam, samen met Stichting Amazone                                                 |
| 1996             | Subsidie wordt stopgezet                                                                                           |
| 1997             | SVBK bestaat alleen nog in naam                                                                                    |

## Publicaties van de SVBK
- HOLLEMA, Cora (samenst.), 'Leuke hobby heb je': een verslag naar aanleiding van een enquête gehouden onder ruim achthonderd vrouwelijke beeldende kunstenaars. Den Haag, Stichting Vrouwen in de Beeldende Kunst, 1978. 73 p.
- HALBERTSMA, Marlite, en anderen, Feministische kunst internationaal, Den Haag, Gemeentedrukkerij, 1979. 104p. Catalogus bij de gelijknamige tentoonstelling 1979-1981.
- BRANDT CORSTIUS, Liesbeth, en Cora Hollema (red.) De kunst van het moederschap: leven en werk van Nederlandse vrouwen in de 19e eeuw. Werkgroep 'De kunst van het moederschap', 1981. Catalogus bij de tentoonstelling Frans Halsmuseum/De Hallen, Haarlem 17 oktober 1981 t/m 10 januari 1982.
- HAMERSVELD, Ineke van, en Truus Gubbels, Het 'kleine verschil' in het beeldende kunstbedrijf, Amsterdam, SVBK, 1985. 48p.
- REINDERS, Marjan (eindred.), Jane van Balen-Swets en Eef Keijzer (red.), Lieneke van Wees (et al.) Beeld van een vrouw: Nederlandse beeldhouwsters uit de school van Bronner. Amsterdam, Uitgeverij An Dekker, 1988. 85 p. ISBN 9050710557
- STEFENS, Patty (voorw.), Open Ateliers oktober 1989 : gebied tussen de nieuwe Spiegelstraat en Plantage Muidergracht Amsterdam. Amsterdam, SVBK, 1989. 44p.
- Zelfportret atelierroute SVBK. Amsterdam, SVBK, 1985. 20p.
- GEVERS, Ans (samenst.) et al. Inzicht uitzicht. Ruimte in het werk van negen hedendaagse fotografes. Amsterdam, SVBK, 1989. 20 p. ISBN 9080006440
- Exposures on the art scene: international symposium organized by the Dutch women's art foundation (SVBK) in co-operation with the city of Leiden, september 10-16, 1987. Amsterdam, SVBK, 1987. Losse folders in map.
- KOOY, Caroline van. Onbekend talent. Amsterdam, SVBK, 1987, 110p.
- BESTEN, Liesbeth den ([inl.), Lotte Menkman, Het andere boek . Amsterdam, SVBK, 1984. 25p.
- GUBBELS, Truus, Ineke van Hamersveld, De toekomst van bibliotheek en dokumentatie van de Stichting Vrouwen in de Beeldende Kunst. Amsterdam, Stichting Vrouwen in de Beeldende Kunst, 1982, 28p.
- De vrouw in de kunst. Stichting Vrouwen in de Beeldende Kunst, 1984. 27p.
- BALEN-SWETS, Jane van (red.), Eef Keijzer (red.), Marjan Reinders (eindred.), Lieneke van Wees (medew.), Een beeld van een vrouw, Nederlandse beeldhouwsters uit de school van Bronner, Amsterdam, Uitgeverij An Dekker, 1988, 85p., ISBN 9050710557.

## Publicaties over de SVBK
- FRANKEN, Paulien, Feminisme, overheidsbeleid, vrouwelijke beeldende kunstenaars: de geschiedenis van de Stichting Vrouwen in de Beeldende Kunst (SVBK) 1977-1996. Utrecht , s.n., (1997), 100p.
- VERMEULEN, Ingelies, Feministische kunst een (on)haalbaar ideaal? De tentoonstelling Feministische kunst internationaal bekeken. In: Idealen en illusies, gender en utopieën; Jaarboek voor Vrouwengeschiedenis 26. Amsterdam, Aksant, 2006. p.168-189. ISBN 9052602115
- VORSTENBOSCH, José, Kunst, concurrentie en kwaliteit, een kritisch verslag van tien jaar SVBK. In: Sophia & Co, Publicatiereeks Vrouwenstudies Nijmegen, 2, 1987, p.88-99.
- HAMERSVELD, Ineke van, Tussen vrouwenpraktijk en overheidsbeleid, 1967-1997. In: Beroep: kunstenares, de beroepspraktijk van beeldend kunstenaressen in Nederland 1898-1998. Nijmegen, SUN, 1998, p. 191-223.
- Archief Stichting Vrouwen in de Beeldende Kunst (SVBK), inv.nr IAV00000280, collectie Internationaal Archief voor de Vrouwenbeweging (IAV) in Atria, kennisinstituut voor emancipatie en vrouwengeschiedenis